# Марш на Дрину
Марш на Дрину (серб. Марш на Дрину) — известный сербский военный марш, написанный композитором Станиславом Бинички в 1915 году в честь сербской армии. Марш посвящён победам сербской армии над австро-венгерскими войсками в Первой мировой войне (в частности, победе в битве при Цере) и сербскому командиру 2-го Железного полка Миливое Стояновичу. Текст к маршу был написан в 1964 году Милое Поповичем.
Во время референдума по национальной символике Республике Сербии в 1992 году «Марш на Дрину» получил наибольшее число голосов в качестве гимна, однако из-за недостаточной явки итоги референдума были отменены, а марш вплоть до преобразования Югославии в конфедерацию Сербии и Черногории в 2004 году и принятия современного гимна, «Боже правде», оставался неофициальным гимном.

## Текст
У бој крените јунаци сви

Крен'те и не жалте живот свој

Цер нек види строј, Цер нек чује бој

А река Дрина,

Славу, храброст и јуначку руку српског сина.

Пој, пој, Дрино водо хладна ти

Памти, причај кад су падали

Памти храбри строј који је пун огња, силе, снаге,

протерао туђина са реке наше драге.

Пој, пој, Дрино, причај роду ми

Како смо се храбро борили

Певао је строј, војев'о се бој

Крај хладне воде

Крв је текла

Крв се лила Дрином због слободе.

## Каверы
- Самым известным кавером является кавер джазмена Юргена Ингманна, исполненный на электрогитаре и выпущенный в виде сингла в 1963 году. Сингл занял первое место в датском чарте.
- Спустя год вышел кавер от шведской группы «The Spotniks»
- В 1966 был выпущен кавер от британской групп Shadows в составе альбома «Shadow music».
- В 1968 году вышел кавер от Чета Аткинса в составе альбома «From Nashville with love».
- В том же году вышел кавер в исполнении оркестра п/у Джеймса Ласта.
- В 1976 году немецкоязычный кавер с новыми словами исполнил чехословацкий певец Карел Готт. Кавер вошёл в состав альбома «Jetzt kommen die lustigen Tage», выпущенный лейблом Polydor Records.
- В 1994 году словенская индастриал-рок-группа Laibach выпустила альбом NATO, который состоял из каверов на многие известные песни, и на «Марш на Дрину» в том числе.

## Инциденты
- 14 января 2013 г. по случаю Старого Нового года (в Сербии называемым «Сербским новым годом», серб. Српска нова година) в концертном зале генассамблеи ООН выступал сербский хоровой коллектив «Viva Vox», исполнивший акапелла, в том числе и «Марш на Дрину». Исполнение понравилось и было встречено бурными аплодисментами, а генеральный секретарь Пан Ги Мун лично отблагодарил участников коллектива. Впоследствии официальный представитель и пресс-секретарь Муна, Мартин Несирки (англ. Martin Nesirky) принес официальные извинения по поводу этого, так как марш исполнялся различными националистическими группировками, в частности армией Республики Сербской в ходе гражданской войны в Боснии и Герцеговине 1992-1995 годов, что вызвало негодование некоторых боснийских общественных организаций[6].